# Letiny
Letiny (deutsch Lettin) ist eine Gemeinde mit 669 Einwohnern (Stand: 28. August 2006) in Tschechien. Sie liegt neun Kilometer südwestlich von Blovice und gehört zum Okres Plzeň-jih. Die Katasterfläche beträgt 1931 ha.

## Geographie
Der Ort befindet sich in 470 m ü. M. im Tal des Podhrázský potok am westlichen Fuße des Jezevčí skála (Dachsfelsen, 608 m). Bei Letiny liegen zwei größere Teiche, der Letinský velký rybník am östlichen Ortsrand und der Pozorka im Nordosten, die beide vom Podhrázský potok gespeist werden. Durch Letiny führt die Staatsstraße 117 von Blovice nach Klatovy.
Nachbarorte sind Drahkov, Dubíny und Na Samotě im Nordosten, Bzí und Čabuzí im Osten, Částkov und Svárkov im Südosten, Lázně Letiny im Süden, Kbelnice im Westen sowie Libákovice im Nordwesten.

## Geschichte
Einer Sage zufolge soll dort früher eine Siedlung Osek gestanden sein, die, nachdem in ihr die Pest ausgebrochen war, umfriedet und dann niedergebrannt wurde. Die erste urkundliche Erwähnung von Letin erfolgte im Jahre 1243 als Wenzel I. das Gut seinem Arzt überließ. Wenig später gelangte Letiny an die Gauburg Přeštice, deren Sprengel Wenzels Schwester Agnes dem Kloster Kladruby verkauft hatte. Seit 1410 ist Letiny als Pfarrort nachweisbar. Ab 1420 waren die Ritter Letinský Besitzer des Dorfes, ihnen folgen die Snopovský und die Pikhart von Grüntal.
1700 ließ sich Rudolf Pikhart von Grüntal am Fuße des Rampich ein Schlösschen errichten, aus dem 1766 ein Badehaus entstand. Die Witwe Barbara-Franziska Pikhart brachte den Besitz in ihre Ehe mit Wenzel Freiherr Dejm von Střítěž ein. 1717 erwarb Ferdinand Graf Morzin Letiny und schlug es seinen Besitztümern in Dolní Lukavice zu. Karl Graf von Morzin veräußerte die Grundherrschaften an Carl Friedrich Hatzfeldt zu Gleichen und nach dessen Tode erwarb 1794 Hugo Damian Reichsgraf von Schönborn die Güter.
Nach der Ablösung der Patrimonialherrschaften wurde Letiny eine eigenständige Gemeinde. Bis 1923 gehörten die Güter der Familie von Schönborn.
Zum Ende des 19. Jahrhunderts wurde Letiny zu einem namhaften Kurort und seine Bewohner lebten vom Fremdenverkehr durch das Bad.
Nach dem Zweiten Weltkrieg wurde der öffentliche Badebetrieb eingestellt und die Kuranlagen der Psychiatrischen Anstalt in Dobřany angeschlossen.

## Gemeindegliederung
Zur Gemeinde Letiny gehören die Ortsteile Bzí (Holler), Chocenický Újezd (Kotzenitzer Aujest), Kbelnice (Kbellnitz) und Svárkov (Swarkau), die Weiler und Einschichten Lázně Letiny (Bad Lettin), Částkov und Buč sowie die Feriensiedlung Kopaniny.

## Sehenswürdigkeiten
- Kirche des Hl. Prokop

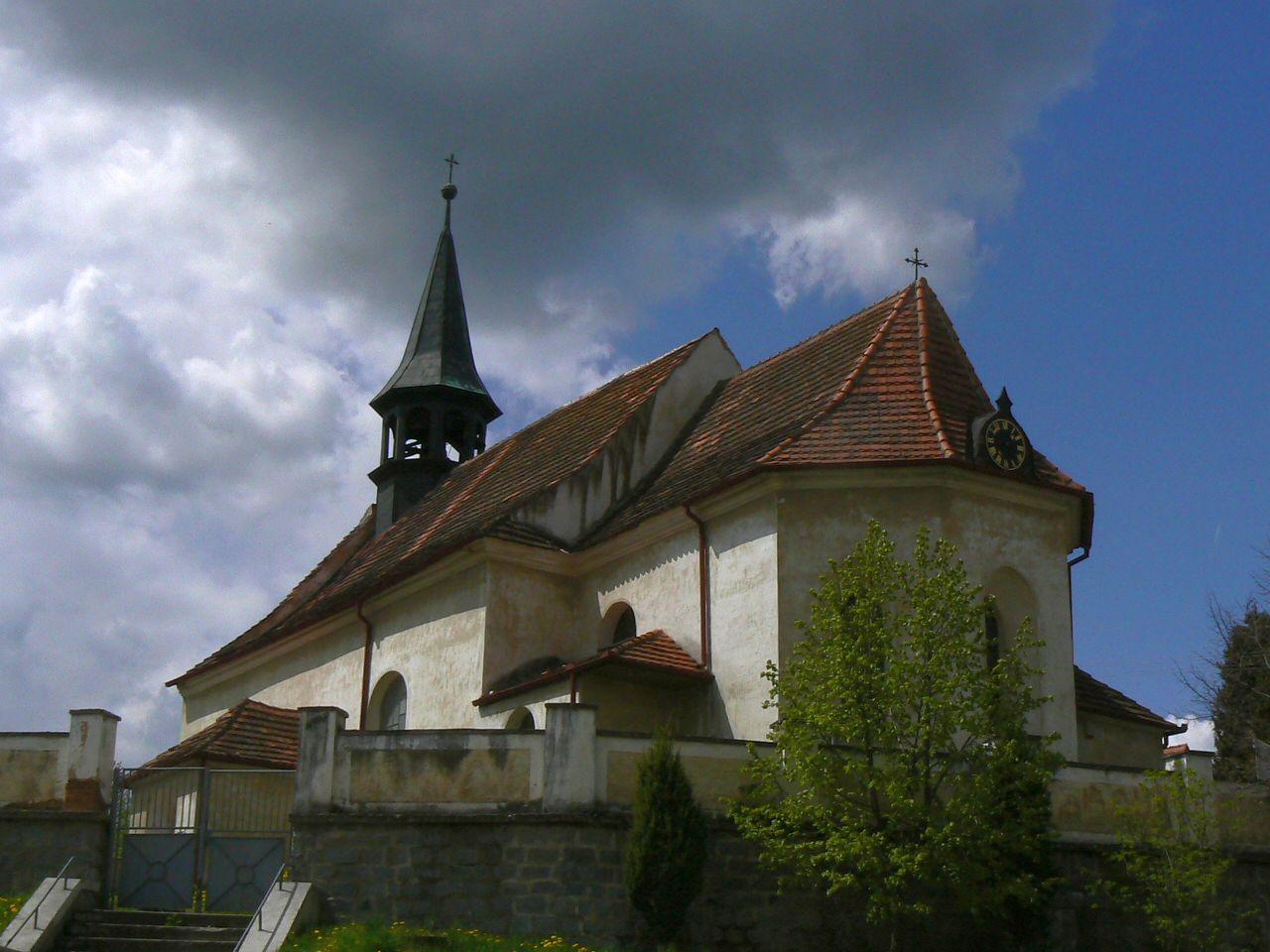
Kirche des Hl. Prokop

- Kapelle des Hl. Gunther in Lázně Letiny, 1856 erbaut
- Auf dem Hügel Jezevčí skála (Dachsfelsen) befinden sich Reste einer spätsteinzeitlichen Siedlung und Wallanlagen sowie eine der Hl. Rosalia geweihte Kapelle.
- Schrotholzkaluppe in Bzí
- Denkmal für Václav Koranda d. Ä. in Bzí

## Persönlichkeiten

### Söhne und Töchter der Gemeinde
- Vilém Dušan Lambl (1824–1895), böhmischer Mediziner

### Persönlichkeiten, die vor Ort gewirkt haben
- Václav Koranda d. Ä, proklamierte am 17. September 1419 in Bzí das Manifest der Hussiten.